# Кайза Грітт
Карін Йоганна Грітт, відома як Кайза Грітт (20 червня 1961, парафія Густав Васа, Стокгольм) — шведська співачка, авторка пісень, музикантка, письменниця та феміністка. Відома сольно та участю в гуртах Tant Strul, дуеті Кайза і Малена. Авторка автобіографії «Книга про себе» та романів «Дев'ять днів», «Дев'ять ночей» і «Ти живеш у мені».

## Життєпис
Карін Грітт виросла на невеликому острові Седермальм, що в складі Стокгольма, в немузичній родині дизайнера інтер'єрів Ганса Грітта та текстильної художниці Улли Грітт, яка належить до знатного роду Bäärnhielm. Має брата, актора Пера Грітта. Її дідом є комерціатор Стен Грітт.
Вона співала в церковному хорі з дитинства. Почала грати на іспанській гітарі у 8-річному віці та брала уроки фортепіано. 
1994 року народила сина Фабіана.

## Музика 1980-х
17-річною заснувала дівочий панк-гурт Kasern 9. Після того, як у гурті її замінили на чоловіка, вона отримала пропозицію від іншого нового гурту Tant Strul, який також складався з дівчат. Співачка Карсті Стідж, басистка Літен Фалькегольм та Кайзер Грітт разом написали кілька перших пісень Tant Strul.
У 1979 році Tant Strul випустив свій перший сингл Pappas Tant («Тітка Паппас»), потім вийшов сингл «Alice Underbar». Учасницями були Керсті Стідж — вокалістка, басистка Літт Фалькегольм, Мікке Вестерлунд — барабанниця та Малена Йонсон — клавішниця. Tant Strul виступив зі своїм першим концертом в Oasis у Регсведі.
До виходу першого альбому Kärsti Stiege, вийшовши з гурту, Кайза Грітт почала сольні виступи, після чого написала більшість своїх пісень. Перший альбом Tant Strul вийшов на звукозапису MNW 1980 року. Потім було ще два записи на MNW Amazon (1983) та I Wish You (1985). Вони широко гастролювали і востаннє виступили з концертом на фестивалі Роскільде в 1985 році.
Коли Tant Strul розпався, Кайса Грітт почала виступати дуетом з Маленою Йонсон, яка грала на фортепіано. Спочатку вони грали кавери на Тома Вейтса, Боба Ділана та Біллі Голідей тощо. Вони почали грати в невеличких залах Стокгольма, але вже скоро стали відомими. Згодом співачки почали писати власні пісні.

## Музика 1990-х
З 1990 року Кайза Грітт — сольна артистка. Вона випустила свій перший сольник «Kajsa Grytt» (EMI) у 1991 році. Продюсером альбому, що був записаний у студії EMI у Skärmarbrink, став Лассе Енглунда. Після цього вона гастролювала разом із барабанщиком Матсом Перссоном. Також Грітт зібрала гурт музикантів для запису нового матеріалу на EMI, але вони згодом відмовилися.
Після того, як AIR та продюсер EMI К'єлл Андерссон, який раніше працював з Грітт — як з Kajsa & Malena, так і в її сольному проєкті, побачив Грітт на сольному концерті в театрі Orion у Стокгольмі, EMI вирішила знову підписати зі співачкою контракт на звукозапис. Грітт почала працювати з Магнусом Перссоном. Однак під час записів грали різні гітаристи. 1993 року вийшов альбом «Revolution». У цей час Грітт народила дитину, вирішивши покинути музику. Втім, через два тижні вона повернулася до написання пісень. Вона знову звернулася до Малени Йонсон. Кайза та Малена гастролювали та самостійно записуввали пісні.

## Музика після 2000 року
Кайза та Малена знову припинили співпрацю в 2002 році. Тоді Кайза Грітт отримала пропозицію від свого товариша Данієля Шкаті створити наступний сольний альбом Grytts. Почалася співпраця, і записи кількох пісень, з якими «Кайза та Малена» працювали в останні роки, отримавши нову форму. Данієль працював аудіоінженером у Södra Teatern у Стокгольмі. Вони таємно відкрили свої приміщення та дозволили Грітт і Данієлю зі своєю мобільною студією вільно там працювати. 2003 року альбом «Are We On The Way Home» вийшов на звукозаписі National. Він отримав хороші відгуки, у тому числі 5 із 5 у Aftonbladet. Ґрітт сказала, що ця платівка, яка мала сучасне та нетрадиційне звучання, із близьким вокалом та текстами, нагадувала запис, який вона хотіла зробити вже на Revolution (1993), і що відтепер вона вибиратиме своїх продюсерів набагато ретельніше: «Вони мають бути з мого світу».
Для гастролей до «Are We On The Way Home» у них вийшло дві вінілові платівки. У цей час Кайза Грітт працювала також у лікувальному центрі для жінок з наркозалежністю, атмосфера якого надихнула її на новий альбом. Вона гастролювала в жіночих в'язницях зі своєю електрогітарою і просила в інтернів їхні тексти пісень, до яких вона хотіла написати музику. Потім вона разом з продюсером Ярі Хаапалайненом почала запис на студії Decibel на Katarinaavägen з Патріком Андерссоном на басі, Томасом Халлонстеном — клавішні, Девідом Гізом, Генріком Свенсоном та Кайзою Грітт — гітара і Нікласом Корселлом — барабани. Грітт також гастролювала з цим альбомом. Протягом наступних років вона грала, головним чином у шведських в'язницях.
Співпраця з Ярі Хаапалайненом тривала. 2008 року Ґрітт випустила сингл «Allt Faller» з басами Патріка Андерссона, Ярі Хаапалайненом і Кайзою Грітт на гітарі та Данієлем Гамба, а в 2010 році вийшов альбом «En kvinna under påverkan», де Патріка Андерссона замінила Кіса Нільссон. Малена Йонсон грала на фортепіано, а Анна Аман співала. Альбом отримав дуже гарні відгуки. Під час гастролей син Грітт Фабіан також замінив гітариста на половині концертів.
У 2013 році вийшов альбом «Jag ler, jag dör». Тут Грітт і Джарі грають на всіх інструментах, а Анна Еман співає. Цей альбом також отримав гарні відгуки, але його назвали важчим для сприйняття, хоча художньо дуже цікавим.
Пісня «I Don't Like You» вийшла навесні 2015 року, але потім Грітт продовжила роботу над наступним альбомом самостійно. Перед цим вона вирушила в гастролі з абсолютно новим гуртом. Пізніше у 2014 вона взяла участь у 5 сезоні шоу Så mycket bättre.
Восени 2017 року вийшли сингли «Bron» та «Mina Girls» («Мої дівчата»). 2018 року з'явились ще «Kniven i hjärtat» та «Här nu». Весь альбом «Kniven i hjärtat» («Ніж у серці») з'явився навесні 2018 року. Його назвали найкращим альбомом Грітт. Того ж місяця Кайза Грітт опублікувала роман «Ти живеш в мені», який також отримав блискучі відгуки. Грітт багато гастролювала з Анною Екстрем — струнна гітара та Маленою Йонсон — фортепіано. Вона сама грала на електрогітарі, як завжди.

## Поточний діючий гурт
- Кайза Грітт — виконання пісень, гітара
- Ганна Екстрьом — Стрек
- Малена Йонсон — фортепіано

## Дискографія

### Студійні альбоми
- 1990 — Kajsa Grytt
- 1994 — Revolution
- 2003 — Är vi på väg hem?
- 2006 — Brott & Straff — historier från ett kvinnofängelse
- 2011 — En kvinna under påverkan
- 2013 — Jag ler, jag dör
- 2014 — Vad har jag gjort — En samling
- 2018 — Kniven i hjärtat

### Пісні
- 2009 — «Allt faller» (mp3-singel)
- 2011 — «Jag ska ramla och trilla» (mp3-singel)
- 2013 — «Ensam» (mp3-singel + video[11][12])
- 2013 — «Du ler, du dör» (mp3-singel + video[13])
- 2015 — «Ja e inte som ni» (mp3-singel)
- 2016 — «Bara vi står ut — Fadern» (mp3-singel)

## Книжки
- 1989 — Uppgång
- 1990 — Vägen till Saga
- 1991 — Träda (pjäs)
- 1991 — Diesel (radiopjäs)
- 1993 — Spegel spegel (pjäs)
- 1993 — Frukten av Desiré (pjäs)
- 1993 — Sapfo (pjäs)
- 2011 — Boken om mig själv
- 2014 — Nio dagar, nio nätter
- 2018 — Du lever i mig